# Стетинд в мъгла
„Стетинд в мъгла“ (на норвежки: Stetind i tåke) е картина от норвежкия художник Педер Балке от 1864 г.
Размерите на картината са 71,5 x 58,5 cm. Драматичните, стръмни и недостъпни природни образувания по северния норвежки бряг впечатляват Педер Балке по време на първото си дълго пътуване в северните части на Норвегия през 1832 г. Острият планински връх прилича на извисяваща се величествена кула над миещия се от водите морски бряг. Върхът е поставен в централната част на картината, а относително ниско в подножието му е представена стелеща се мъгла, която е обхванала планината. В картината не липсват и хора. Две лодки се борят смело с ветровете, а друга малка група от хора, изправени върху скала съзерцават морето. Изображенията представят мярката за взаимовръзката между човека и силата на природата, една от характеристиките на романтизма. Балке рисува още няколко картини на Стетинд в следващите десетилетия. Той е един от най-продуктивните норвежки художници от XIX век.
Картината е част от фонда на Националния музей за изкуство, архитектура и дизайн в Осло, Норвегия.